# Descobriment de Barcelona
Descobriment de Barcelona és una escultura d'Anthony Caro de 1987 que forma part de la col·lecció permanent del MACBA i que actualment és al campus de la Universitat Autònoma de Barcelona.

## Història
L'obra va ser resultat d'una estada d'Anthony Caro a Barcelona en el marc del taller internacional Barcelona Art Triangle, el 1987. Per iniciativa d'aquest reconegut artista britànic –que llavors era president de la Triangle Arts Association–, i amb la connivència del llavors alcalde Pasqual Maragall, es va organitzar una edició especial de Triangle a Barcelona. Des del 1982, aquesta associació nord-americana convoca un encontre internacional a Pine Plains, al nord de Nova York, que reuneix artistes de tres contextos geogràfics (d'aquí el seu nom): els Estats Units, la Gran Bretanya i el Canadà. Durant uns dies, els artistes treballen en un context compartit i sumen sinergies i processos de treball. Per a l'edició celebrada a Barcelona, es va utilitzar un espai –encara pendent de recuperar– de l'antiga Casa de la Caritat, que al cap de poc va ser convertit en el Centre de Cultura Contemporània de Barcelona, al barri en plena remodelació del Raval. Realitzada durant el mes de maig de 1987, es va convidar diferents artistes com Sergi Aguilar, Txomin Badiola, Graham Boyd, Paula DeLuccia, Joan Hernández Pijuan, Jaume Plensa, Susana Solano i el mateix Anthony Caro, entre d'altres, a treballar en un mateix espai. Cada artista va dipositar al fons del Museu d'Art Contemporani de Barcelona una de les obres que havia realitzat durant el taller. Anthony Caro va dipositar-hi Descobriment de Barcelona. Des del 2004, Descobriment de Barcelona es troba al campus de la Universitat Autònoma de Barcelona, davant de la Facultat d'Educació.

## Composició
Es tracta d'una escultura de grans dimensions realitzada amb ferro i altres materials procedents de restes urbanes de Barcelona. Les dimensions i la lleugeresa de la peça conviden a transitar pel seu interior. Caro ha construït una gran estructura de ferro buida i de forma asimètrica, com un marc enorme –de quasi 5 metres de llarg i més de 2 metres d'alçada–, que emmarca el paisatge com si fos el fons d'un quadre. En un dels seus costats, l'artista ha inserit unes baranes de ferro forjat procedents dels barrots d'un balcó o d'una finestra. Si bé el desplegament de la línia i el fet d'entendre el pla en un sentit tridimensional són habituals en l'obra d'aquest artista, incorporar un material no industrial com les reixes d'un balcó és un gest poc usual que remet a l'arquitectura mediterrània. En aquest sentit, en relació amb la diferència que podia percebre l'artista pel fet d'estar treballant en un context mediterrani, Anthony Caro va explicar: «En noto. Trobo que aquí hi ha un èmfasi diferent en els carrers, coses com els balcons amb llums i ombres molt accentuades que no podem veure a casa.» El mateix títol de l'obra, Descobriment de Barcelona, deixa constància d'alguns dels aprenentatges fets en aquesta ciutat.